# Галушин, Прокопий Иванович
Проко́пий Ива́нович Галу́шин (19 июля 1925, деревня Бушково, Холмогорский уезд, Архангельская губерния, РСФСР, СССР — 18 марта 1945, Шёред, Фейер, Венгрия) — разведчик пешей разведки 332-го гвардейского стрелкового полка, Герой Советского Союза.

## Биография
Родился 19 июля 1925 года в деревне Бушково Холмогорского уезда Архангельской губернии (ныне Холмогорского района Архангельской области) в семье крестьянина. Русский.
Был двенадцатым ребёнком в многодетной семье И. В. Галушина и В. И. Галушиной.
Образование начальное. До войны окончил 7-летнюю среднюю школу № 2 в Архангельске, после чего стал учеником машиниста, а затем машинистом парохода «Сура» Северного морского пароходства.
После начала Великой Отечественной войны, 23 июня 1941 года обратился в военкомат города Архангельск с просьбой зачислить его добровольцем в действующую армию, но получил отказ, поскольку на момент обращения являлся 16-летним.
Продолжил работу на пароходе «Сура» (который перевозил грузы военного назначения из Мурманска и Кандалакши).
В январе 1943 года добровольцем зачислен в армию, был зачислен в воздушно-десантные войска, боевую подготовку проходил в Поволжье.
В конце 1944 года стал разведчиком.
С января 1945 года — в действующей армии — гвардии рядовой, разведчик взвода пешей разведки 332-го гвардейского стрелкового полка 104-й гвардейской стрелковой дивизии (9-я гвардейская армия, 3-й Украинский фронт).
16 марта 1945 года дивизия вступила в бой севернее озера Балатон. Бои за высоты в районе деревень Шёред и Бодайк приняли ожесточённый характер.
18 марта 1945 года гвардии рядовой Галушин в критический момент боя за деревню Шёред (18 км к северо-западу от города Секешфехервар, Венгрия) с двумя противотанковыми гранатами бросился под самоходную установку противника «Фердинанд», уничтожил её, обеспечив наступление батальона, но и сам погиб.
29 июля 1945 года присвоено звание Героя Советского Союза посмертно.
Похоронен в деревне Шёред.
У Прокопия Ивановича было семь братьев и две сестры. Среди многочисленных племянников П. И. Галушина можно выделить литературного критика Владимира Бондаренко и поэтессу Елену Сойни.

## Награды
- Медаль «Золотая Звезда» Героя Советского Союза[1]
- орден Ленина[1]

## Память
- Бюст в селе Холмогоры[1].
- Навечно зачислен в списки экипажа парохода «Сура»[1].
- По ходатайству командования части и Архангельского областного военного комиссариата, приказом министра обороны СССР навечно зачислен в списки 1-й роты[1] 328-го гвардейского парашютно-десантного полка 104-й гвардейской воздушно-десантной дивизии.
- Дворец пионеров и школьников имени П. И. Галушина был построен в Архангельске[1].
- Океанский теплоход — лесовоз «Прокопий Галушин»[1] проекта 450Б «Сибирьлес», действовавший в составе Северного морского пароходства (1966—1972) и Дальневосточного морского пароходства (1972—1988).
- Именем героя названа улица в городе Архангельске. В 1981 году на одном из домов на ней установлена мемориальная доска, посвящённая П. И. Галушину.
- В Венгерской Народной Республике имя П. И. Галушина носили улица и школа в городе Шеред[1].